# アーバンライフ神戸三宮ザ・タワー
アーバンライフ神戸三宮ザ・タワー（アーバンライフこうべさんのみやザ・タワー）は、兵庫県神戸市中央区にある超高層マンションである。

## 概要
東遊園地に隣接する嘗てアメリカ合衆国総領事館のあった土地に建つビルで、2009年に竣工した。

## 交通機関

### 鉄道
- ポートライナー 貿易センター駅 徒歩6分
- JR神戸線 三ノ宮駅 徒歩10分
- 阪神本線 神戸三宮駅 徒歩10分

## 近隣施設
- 東遊園地
- 神戸パールミュージアム
- 神戸関電ビルディング